# Lana Rhoades
Pour les articles homonymes, voir Rhoades.
Lana Rhoades, née le 6 septembre 1996 à Chicago, est une actrice pornographique américaine.

## Biographie
Lana Rhoades, de son nom patronymique Amara Maple, nait le 6 septembre 1996 dans le Comté de McHenry (Illinois), dans une famille d'ascendance tchécoslovaque de laquelle elle reçoit une éducation plutôt stricte. Elle grandit dans l'Illinois près de la frontière du Wisconsin. À cette époque et parallèlement à ses études,  elle est pom-pom girl et gymnaste.
Elle obtient son diplôme de fin d'études secondaires à l'âge de 17 ans avant de se rapprocher de Chicago.
C'est en regardant un épisode de The Girls Next Door, une émission de téléréalité, qu'elle décide de se lancer dans la pornographie d'autant plus qu'elle se dit « attirée par le sexe ». 
Le 1er juin 2021, elle annonce sur Instagram qu'elle est enceinte avec une photographie d'une échographie datée au 13 janvier 2022, date à laquelle l'accouchement est prévu.

## Carrière
Amara Maple commence par travailler dans la chaîne de restaurants The Tilted Kilt.
Elle entre dans l'industrie de la pornographie en avril 2016, à l'âge de 20 ans, en faisant sa première scène de X pour FTV Girls avant de déménager à Los Angeles. En juin 2016, elle a posé comme mannequin pour Playboy Plus, site Internet de la revue Playboy. 
En août 2016, elle est choisie Penthouse Pet of the Month par la revue Penthouse,.
En 2017, elle enregistre ses premières scènes de sodomie et de double pénétration avec Laki dans le film Laine. En 2018, elle interprète son premier gangbang avec la vidéo Gangbang Me 3.
Cette même année, elle est nommée au Prix AVN dans les catégories Meilleure révélation et Meilleure scène de sexe garçon/fille par Hot Models joint à Xander Corvus.
L'actrice se retire de la pornographie en 2023.

## Filmographie sélective
- 2 Cute 4 Porn 4
- Brothers and Sisters 3
- Dirty Talk 4
- Flesh Hunter 14
- Love Stories 5
- Slut Auditions
- Slut Puppies 11

## Prix et distinctions honorifiques
- 2016 : Penthouse Pet of the Month[2]
- 2017 : AVN Awards Nommée
- 2017 : Angel of the Month[9],[2]
- 2017 : Nommée égérie de LA Direct Models sur contrat[2]
- 2017 : Cherry Pimps Cherry of the Month

Lana Rhoades reçoit deux nominations aux Prix XBIZ, catégorie de Meilleure révélation: Meilleure scène de saphisme pour Twisted Passions 18 et Meilleure scène de sexe gonzo pour Banging Cuties,.